# جيري أشورث
جيري أشورث (بالإنجليزية: Gerry Ashworth)‏ هو منافس ألعاب قوى أمريكي، ولد في 1 مايو 1942 في هافر هيل في الولايات المتحدة.

## وصلات خارجية
- جيري أشورث على موقع الاتحاد الدولي لألعاب القوى (الإنجليزية)
- جيري أشورث على موقع اللجنة الأولمبية الدولية (الإنجليزية)
- جيري أشورث على موقع أوليمبيديا (الإنجليزية)